# Bestie Der Freiheit Tour 2018

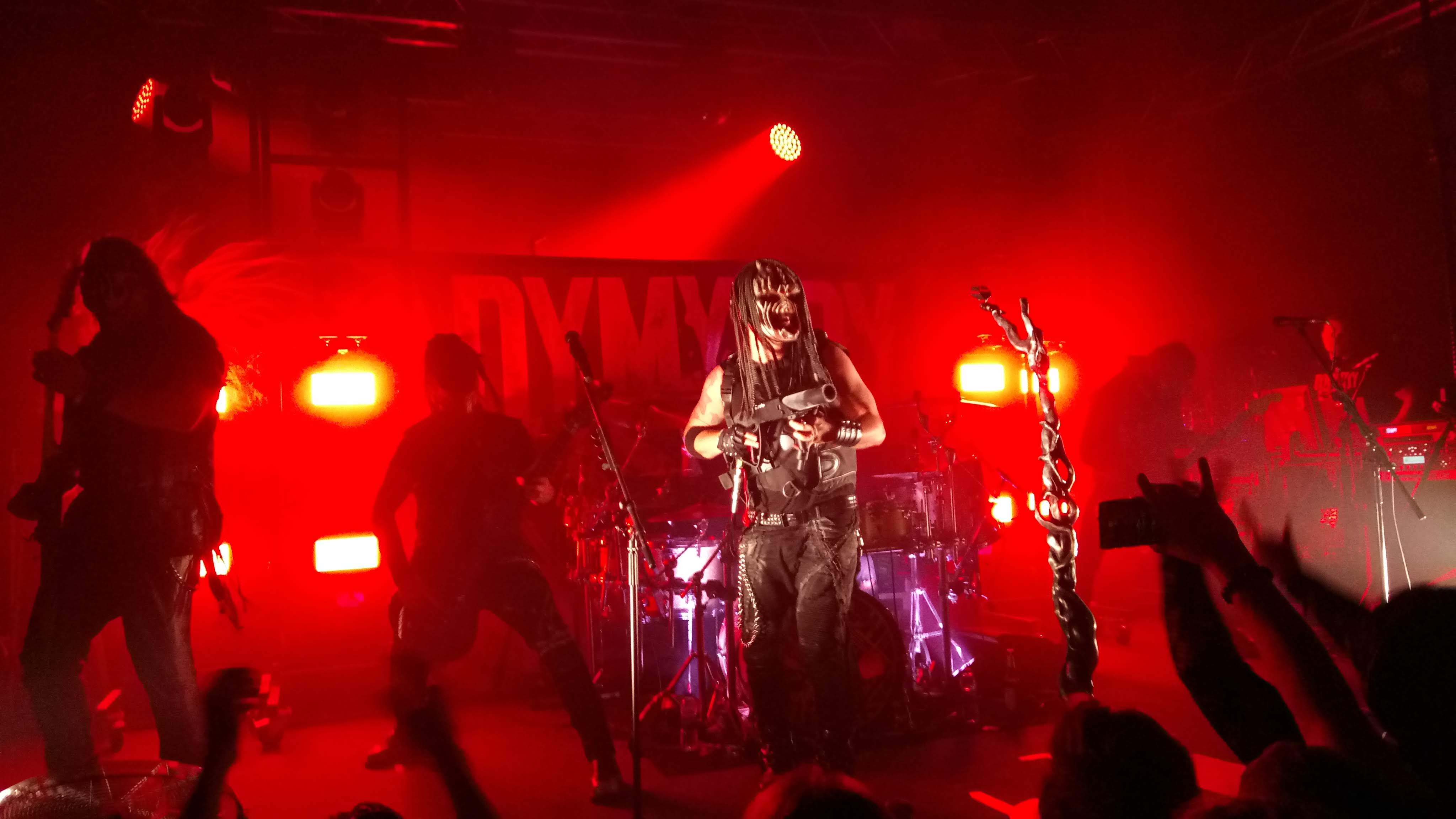
Dymytry v Drážďanech

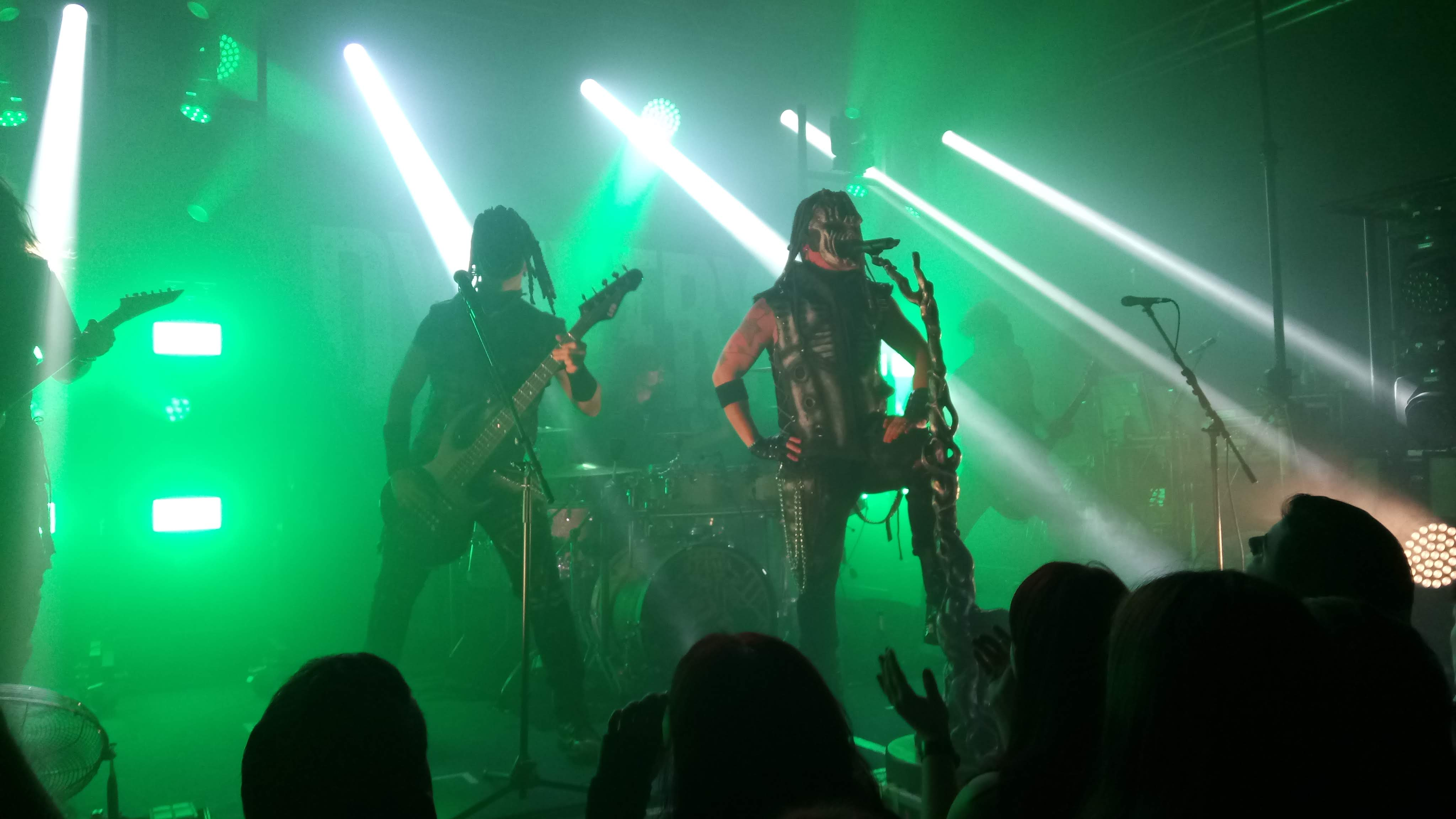
Dymytry v Drážďanech

Bestie Der Freiheit Tour je samostatné turné německé skupiny Hämatom k podpoře stejnojmenného nejnovějšího alba. Turné mělo celkem čtrnáct zastávek v Německu, dvě zastávky v Rakousku a jednu ve Švýcarsku. Turné je pro české fanoušky rocku a metalu významné tím, že speciálním hostem na všech zastávkách v Německu a Švýcarsku byla česká skupina Dymytry, pro kterou šlo o první zahraniční turné a vystupovala v anglickém jazyce (představí materiál z alb United We Stand a Beast from the East). Druhým hostem byla německá kapela Kaizaa.
K příležitosti vydání alba Bestie Der Freiheit proběhly také dvě krátké série koncertů tzv. "Release shows" (6 koncertů) a "Kick-off shows" (6 koncertů). Na "Release shows" ve Vídni a Lucernu byla také hostem kapela Dymytry.

## Line-up

### Dymytry
- Jan „Protheus“ Macků (zpěv)
- Jiří „Dymo“ Urban (kytara)
- Jan „Gorgy“ Görgel (kytara)
- Artur „R2R“ Michajlov (basová kytara)
- Miloš „Mildor“ Meier (bicí)

### Hämatom
- „Nord“ - Torsten Scharf (zpěv)
- „Ost“ - Jacek Żyła (kytara)
- „West“ - Peter Haag (basová kytara)
- „Süd“ - Frank Jooss (bicí)

## Setlisty
Drážďany, 27. října

### Dymytry
1. With an Axe
2. Barricades
3. United We Stand
4. Awaking the Monster
5. R2R - sólo na baskytaru
6. Miloš Meier - bubenické sólo
7. Ghostbusters (Ray Parker Jr. cover)
8. Hope
9. Bless Us
10. Touchdown

### Hämatom
1. Intro
2. Zeit für neue Hymnen
3. Mein Leben
4. Säulen des Wahnsinns
5. Ich hasse dich zu lieben
6. Tanz aus der Reihe
7. Warum kann ich nicht glücklich sein?
8. Fick das System
9. Lauter
10. Zur Hölle mit eurem Himmel
11. Auge um Auge
12. Made in Germany
13. Wehleidige Monster
14. Mörder
15. Ikarus Erben
16. Lichterloh
17. Eva
18. Lange nicht perfekt
19. Totgesagt Doch Neugeboren - Teil 2
20. Alte Liebe rostet nicht
21. Kids (2 Finger an den Kopf) - Marteria cover

Přídavky
1. Wir sind Gott
2. Behind the Mask (s Dymytry)
3. Leck Mich!
4. Outro (Todesmarsch)

## Harmonogram

### Release shows
| Datum          | Město           | Místo          | Host         | Poznámka |
| -------------- | --------------- | -------------- | ------------ | --- |
| 25. ledna 2018 | Mnichov         | Backstage      | Heldmaschine | |
| 26. ledna 2018 | Kolín nad Rýnem | Essigfabrik    | Heldmaschine | |
| 27. ledna 2018 | Hamburk         | Große Freiheit | Heldmaschine | |
| 28. ledna 2018 | Berlín          | Huxley's       | Heldmaschine | |
| 17. února 2018 | Vídeň           | Arena          | Dymytry      | Přeloženo z 1. resp. 3. února kvůli nemoci zpěváka Norda. Hosta Heldmaschine v novém termínu nahradili Dymytry. |
| 18. února 2018 | Lucern          | Schüür         | Dymytry      | Přeloženo z 1. resp. 3. února kvůli nemoci zpěváka Norda. Hosta Heldmaschine v novém termínu nahradili Dymytry. |

### Kick-off shows
| Datum           | Město       | Místo      | Host         | Poznámka |
| --------------- | ----------- | ---------- | ------------ | -------- |
| 4. května 2018  | Siegburg    | Kubana     | Maerzfeld    |          |
| 5. května 2018  | Essen       | Turock     | Maerzfeld    |          |
| 6. května 2018  | Saarbrücken | Garage     | Maerzfeld    |          |
| 9. května 2018  | Jena        | F-House    | Maerzfeld    |          |
| 10. května 2018 | Cham        | L.A.       | Maerzfeld    |          |
| 11. května 2018 | Chotěbuz    | Glad-House | Schattenmann |          |

### Bestie Der Freiheit Tour
| Datum              | Město                 | Místo              | Host            | Poznámka |
| ------------------ | --------------------- | ------------------ | --------------- | -------- |
| 5. října 2018      | Memmingen             | KAMINWERK          | Dymytry, Kaizaa |          |
| 6. října 2018      | Kaiserslautern        | KAMMGARN           | Dymytry, Kaizaa |          |
| 11. října 2018     | Hannover              | CAPITOL            | Dymytry, Kaizaa |          |
| 12. října 2018     | Oberhausen            | TURBINENHALLE      | Dymytry, Kaizaa |          |
| 13. října 2018     | Bielefeld             | RINGLOKSCHUPPEN    | Dymytry, Kaizaa |          |
| 18. října 2018     | Stuttgart             | LKA LONGHORN       | Dymytry, Kaizaa |          |
| 19. října 2018     | Norimberk             | LÖWENSAAL          | Dymytry, Kaizaa |          |
| 20. října 2018     | Erfurt                | STADTGARTEN ERFURT | Dymytry, Kaizaa |          |
| 25. října 2018     | Frankfurt nad Mohanem | BATSCHKAPP         | Dymytry, Kaizaa |          |
| 26. října 2018     | Lipsko                | HELLRAISER         | Dymytry, Kaizaa |          |
| 27. října 2018     | Drážďany              | CLUB TANTE JU      | Dymytry, Kaizaa |          |
| 3. listopadu 2018  | Pratteln              | Z7                 | Dymytry         |          |
| 8. listopadu 2018  | Emden                 | LIVE MUSIC CENTER  | Dymytry, Kaizaa |          |
| 9. listopadu 2018  | Kiel                  | DIE PUMPE          | Dymytry, Kaizaa |          |
| 10. listopadu 2018 | Rostock               | M.A.U. CLUB        | Dymytry, Kaizaa |          |
| 15. listopadu 2018 | Štýrský Hradec        | EXPLOSIV           | Armed           |          |
| 16. listopadu 2018 | Kufstein              | KULTURFABRIK       | Armed           |          |